# Karl Heinrich Ulrichs
Karl Heinrich Ulrichs (født 28. august 1826, død 14. juli 1895) var en tysk jurist, som betragtes som en pioner og forgangsperson for LGBT-bevægelsen og som navngav udtrykket "det tredje køn" som betegnelse for lgbt-personer.

## Kampen for seksuel reform
I år 1862 tog han det afgørende skridt at fortælle sin familie og venner, at han med sine egne ord, var en urning, det vil sige en person som tilhører "det tredje køn". I sammenhæng med dette begyndte han også at skrive under pseudonymet "Numa Numantius".